# نانا كيتادي
نانا كيتادي مواليد 2 مايو 1987 في سابورو، هوكايدو، اليابان، هي مغنية ومغنية وكاتبة غنائية وموسيقية يابانية بدأت مسيرتها الفنية عام 2003.